# Mondia whiteii
Mondia whiteii là một loài thực vật có hoa trong họ La bố ma. Loài này được (Hook.f.) Skeels mô tả khoa học đầu tiên năm 1911.